# Evangelisches Schulzentrum Hilden

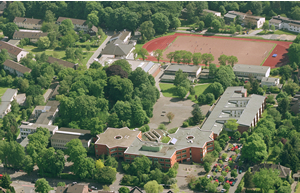
Ältere Luftaufnahme des Schulzentrums (um 2002) – der Glasbau wurde erst später gebaut

Das Evangelische Schulzentrum Hilden ist eine Bildungseinrichtung der evangelischen Kirche im Rheinland, die aus dem Dietrich-Bonhoeffer-Gymnasium und der Wilhelmine-Fliedner-Gesamtschule besteht. Das Schulzentrum besteht aus vier großen Schulgebäuden, Bonni-Altbau, Fliedner-Altbau, Glasbau und Neubau, wobei letzterer von beiden Schulen genutzt wird.

## Dietrich-Bonhoeffer-Gymnasium
Das Dietrich-Bonhoeffer-Gymnasium (DBG), benannt nach dem Pfarrer und Widerstandskämpfer gegen den Nationalsozialismus Dietrich Bonhoeffer, bildet mit mehr als 1000 Schülern sowie 85 Lehrerinnen und Lehrern den weitaus größten Teil des Schulzentrums. Es gehörte zunächst zu den drei Schulen in NRW, die noch weiterhin das G8-Modell praktizieren wollten. Wegen fehlender Anmeldezahlen wurde auch hier 2020 beginnend bei den unteren Klassen die Rückkehr zum G9 Abitur eingeleitet.
Partnerschulen bestehen in Frankreich (Lycée La Mennais in Guérande) und in den USA (Reading High School in Pennsylvania).
Unterrichtliche Schwerpunkte liegen vor allem auf Fremdsprachen (Englisch, Französisch, Russisch, Spanisch, Latein) und auf den musisch-künstlerischen Fächern.

## Wilhelmine-Fliedner-Gesamtschule
Die im Jahr 2014 gegründete Schule ist die erste Gesamtschule in Hilden. Am 13. September 2019 wurde sie nach Wilhelmine Fliedner benannt.
Derzeit (Februar 2021) ist die Sekundarstufe I (von Klasse 5 bis 10) und die Einführungsphase (Jahrgangsstufe 11) der gymnasialen Oberstufe in Betrieb. Im Schuljahr 2022/23 werden die ersten Abiturienten der Gesamtschule entlassen. Schulleiter der aufwachsenden Gesamtschule ist Guedo Wandrey, Stellvertreterin Ulrike Tegtmeyer. Zurzeit werden die 750 Schülerinnen und Schüler von 55 Lehrerinnen und Lehrer unterrichtet. 

## Kooperation beider Schulen
Beide Schulen pflegen eine starke Kooperation. Das Schulzentrum wird auch von Schülern aus dem Umland besucht, da es G8 und G9 nirgends anders in NRW auf einem Schulhof gibt.
In Klasse 5 bis 7 kann man ohne Probleme die Schule wechseln. In der Oberstufe werden z. B. Kurse aus den beiden Schulen zusammengelegt, um diesen Kurs zu ermöglichen. Um Unterrichtsausfälle zu vermeiden, tauschen diese Schulen auch oft ihre Lehrer.

## 60-Minuten-Takt

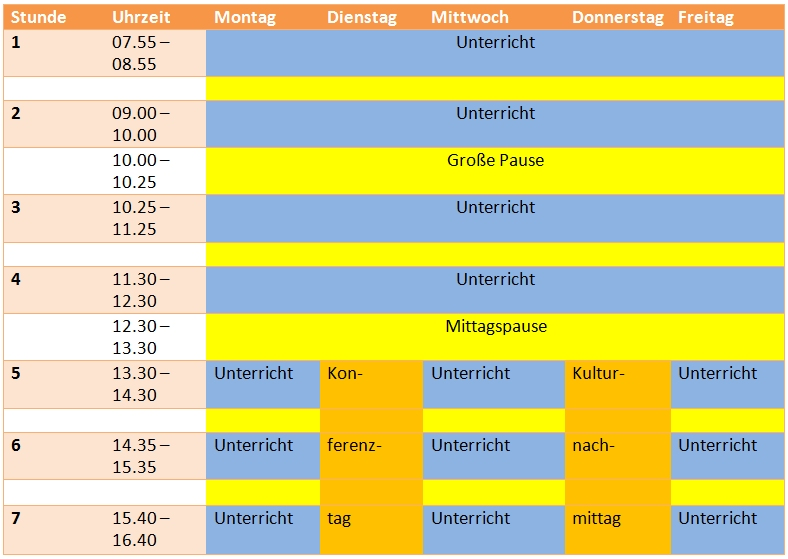
Die neue Stundentafel des DBG ab dem Schuljahr 2007/2008

Im Zuge der Verkürzung der gymnasialen Schullaufbahn von neun auf acht Jahre führte das Schulzentrum nach einer zweijährigen Erprobung den 60-Minuten-Takt ein. Die Realschule geht montags und donnerstags in den Nachmittagsunterricht, das Gymnasium montags, mittwochs und freitags. Durch dieses Konzept soll der Unterricht des „wegfallenden“ Schuljahres aufgefangen werden. Beide Schulen sind offene Ganztagsschulen: Die Teilnahme an der verlässlichen Nachmittagsbetreuung an den unterrichtsfreien Tagen zur Hausaufgabenanfertigung und Freizeitgestaltung ist freiwillig.

## Geschichte
Das Evangelische Schulzentrum Hilden bestand bis 2014 aus dem Dietrich-Bonhoeffer-Gymnasium und der Wilhelmine-Fliedner-Realschule sowie einem Internat. 2014 kam die Evangelische Gesamtschule Hilden hinzu. Am DBG wurde bis 2012 nach 13 Jahren das Abitur gemacht.

### Wilhelmine-Fliedner-Realschule
Die Wilhelmine-Fliedner-Realschule wurde 1955 als Mädchenschule gegründet und nach der Schulgründerin Wilhelmine Fliedner benannt. Partnerschulen fand man in Frankreich, in England sowie zu Unterstützungszwecken im Kongo. Sie war bis 2019 Teil des Schulzentrums. Der Betrieb lief ab dem Jahr 2014 durch den Start der neuen Evangelischen Gesamtschule Hilden aus. Die Gesamtschule übernahm Jahr für Jahr die Räume. Der letzte Jahrgang der „Fliedner“ wurde von 17 Lehrkräften unterrichtet, war fünfzügig und umfasste 125 Schülerinnen und Schüler. Er wurde am 28. Juni 2019 als der letzte Jahrgang der letzten Realschule Hildens für Jungen und Mädchen entlassen.
Als eine der wenigen Schulen in Deutschland hatte die Wilhelmine-Fliedner-Realschule des Schulzentrums Hilden 2008 das „Lehrerraumsystem“ eingeführt, bei dem nicht jede Klasse einen Klassenraum hat, sondern jeder Lehrer seinen eigenen Raum. Dadurch müssen die Schüler in den 5-Minuten-Pausen den Raum wechseln, wodurch es die Schule nachweislich geschafft hatte, dass Unfälle und Diebstähle fast komplett ausbleiben. Zusätzlich ermöglichte das Evangelische Schulzentrum Hilden seit dem Schuljahr 2006/2007 seinen Schülern eine „Versetzung auf Probe“. Das Lehrerraumsystem scheint inzwischen wieder aufgegeben worden zu sein. 

### Evangelische Gesamtschule Hilden
Die Gesamtschule wurde 2014 unter dem Namen Evangelische Gesamtschule Hilden gegründet. Am 13. September 2019 wurde sie wie ihre Vorgängerschule, die Wilhelmine-Fliedner-Realschule, nach Wilhelmine Fliedner benannt.
Schulleiter Guedo Wandrey betonte bei der Umbenennungsfeier, dass er und seine Kollegen das Motto der ehemaligen Realschule, die 1955 als Mädchenrealschule gegründet wurde, beibehalten möchte. Man solle wissen, in wessen Tradition die neue Schule stecke. 

### Internat
Das Schulzentrum verfügte über ein Internat sowie ein Tagesinternat.
Seit 1999 existierte ebenfalls ein Judo-Internat. 1998 vereinbarte das Schulzentrum mit dem Nordrhein-Westfälischen Judoverband (NWJV) eine Zusammenarbeit. Die Schule sollte die Halle und ein Haus zur Unterbringung (domicil) bereitstellen, der NWJV baute daraufhin ein Judo-Internat auf und durfte die Halle für Fortbildungen und Lehrgänge nutzen. Rolf Fischer, der bis Juni 1998 Landestrainer der Jugend war, begann nach den Sommerferien am Schulzentrum als Sportlehrer. Nachdem dann im Dezember die Dreifachturnhalle eingeweiht wurde, legte der NWJV die Fliednerhalle komplett mit Judomatten aus.
Im folgenden Jahr wurde Hilden Landesleistungsstützpunkt für die Jugend, das Training wurde von Rolf Fischer und den Landestrainern Oliver Rychter und Pia Unrath geleitet und das Judo-Internat wurde eröffnet. Im Mai wurde dann schließlich eine Kooperation mit dem JC 71 Düsseldorf geschlossen, der Verein durfte die Halle für das Vereinstraining nutzen, dafür konnten die Schüler durch den Verein eine verbesserte Judo-Ausbildung genießen und wurden auf Turnieren und Meisterschaften an Wochenenden von Vereinstrainern betreut. Zudem sollte der Judo-Club die Pressearbeit verrichten, Meisterschaften nach Hilden holen und die Matten jährlich reinigen.
Das Haus domicil wurde 2001 aus finanziellen Gründen zum Internatshaus. Deswegen musste die Fortbildungstätigkeit des NWJV in Hilden stark vermindert werden, alle anderen Judo-Aktivitäten blieben erhalten und Peter Schlatter, Judo-Europameister von 1995, wurde Lehrer am Schulzentrum. 2003 gründete er zur Talentförderung in Zusammenarbeit mit dem JC 71 die Olympiagruppe, die ohne verpflichtende Teilnahme am Internatsbetrieb war. Ein Mitglied der Olympiagruppe, Lukas Krautmacher, wurde 2004 Westdeutscher Meister in der U15.
2005 wurde die männliche Mannschaft des DBG 3. auf der Landesmeisterschaft der Schulen, 2008 1. bei den Jungen und 2. bei den Mädchen.
Außerdem war das Schulzentrum seit 2003 ein Standort für die jährliche Sommerakademie der Deutschen Schülerakademie. Das Internat wurde aus Kostengründen durch die Trägerin geschlossen.
Zu der Schule gehörte ein Internat für Jungen und Mädchen, das ebenfalls von der Evangelischen Kirche im Rheinland unterhalten wurde. Im Rahmen der Sparbeschlüsse hat die rheinische Kirchensynode am 20. Januar 2014 entschieden, dass das Internat geschlossen werden soll.
Aufgrund des früher zu den Schulen gehörenden Internats verfügt das Evangelische Schulzentrum Hilden über eine ausreichend große Mensa. Da diese seit der Umstellung auf den 60-Minuten-Takt einen größeren Ansturm erlebte, wurde nach den Weihnachtsferien 2007/2008 ein neues, digitales Bezahlsystem eingeführt. Das Essen wird online seitdem per Internet bestellt und seit Sommer 2015 bargeldlos mit einer Karte bezahlt.